# Pierre Gattaz
Pour les articles homonymes, voir Gattaz.
Pierre Gattaz, né le 11 septembre 1959 à Boulogne-Billancourt, est un industriel français.
Il est, depuis 1994, le président du directoire et l'un des principaux actionnaires de l'entreprise Radiall, fondée par son père et son oncle et spécialisée dans la conception et la fabrication de composants électroniques d'interconnexion. En 2016, la fortune de sa famille est évaluée à 400 millions d'euros.
Parallèlement à son activité de chef d’entreprise, il exerce diverses fonctions au sein d'organisations professionnelles, d’abord sectorielles puis généralistes, dont celle de président de la Fédération des industries électriques, électroniques et de communication (FIEEC) de 2007 à 2013. Il est ensuite président de la principale organisation patronale française, le Mouvement des entreprises de France (Medef) du 3 juillet 2013 au 3 juillet 2018, puis président du lobby BusinessEurope jusqu'au 1er juillet 2022.

## Biographie

### Jeunesse et formation
Pierre Gattaz est le fils d'Yvon Gattaz, chef d'entreprise français et président du Conseil national du patronat français (CNPF) de 1981 à 1986, et de Geneviève Gattaz, ancienne administratrice de Radiall SA.
Diplômé en 1983 de l'École Nationale Supérieure des Télécommunications de Bretagne (l'ENST Bretagne, devenue depuis, Télécom Bretagne, devenu depuis l'École nationale supérieure Mines-Télécom Atlantique Bretagne Pays de la Loire), il est également titulaire d’un « Certificate in Administrative Management » de l'université George Washington, durant cette même période il est attaché industriel au poste de l'expansion économique à l’ambassade de France.

### Parcours professionnel
De 1984 à 1989, Pierre Gattaz rejoint l’entreprise Dassault Électronique en tant qu’ingénieur d’affaires et devient ensuite chef de projet export. Il a successivement exercé, de 1989 à 1992, la fonction de directeur général des entreprises Fontaine électronique et de Convergie (une filiale du groupe Dynaction dans le secteur de l'énergie).
En 1992, il reprend la direction de l'entreprise familiale Radiall, créée par Lucien et Yvon Gattaz, en 1952. À la tête de Radiall, il connaîtra notamment la crise des télécoms de 2001 (la bulle Internet qui a aussi affecté les équipementiers en télécommunications), qui le conduira à modifier les orientations stratégiques de son entreprise, à explorer de nouveaux marchés, et à « l’accélération des transferts de production vers des sites low cost et la fermeture de deux usines de 250 personnes chacune en Europe et aux USA ». L’entreprise détient toujours ses 3 usines historiques en France (Voreppe, L’Isle-d’Abeau et Château-Renault) et y a ouvert 2 nouveaux sites (Voiron en Isère et Dôle dans le Jura). Sous la direction de Pierre Gattaz, le nombre de salariés est passé de 1.151 personnes (dont 924 en France) à 3.251 personnes (dont 1524 en France)[réf. nécessaire].
Il loue la « solidité » du capitalisme familial, dans lequel l'on « travaille dans la durée » et l'on « évite les risques maximums ».

### Activités syndicales

#### Activités syndicales dans le secteur de l'industrie

##### Activités syndicales dans le secteur de l'industrie électronique
Pierre Gattaz est élu président du Syndicat des industries de composants électroniques passifs (Sycep) en 1999. Le Sycep devient par la suite le Groupement professionnel des industries de composants et de systèmes électroniques (Gixel).
C'est dans ce cadre que Pierre Gattaz mène une réflexion sur l’évolution de la filière électronique et numérique française. Cette réflexion donne lieu à plusieurs rapports,,. Un de ces rapports, « Livre bleu », préconise le développement des technologies liées à « la biométrie, la vidéosurveillance et [aux] contrôles. » Les auteurs du rapport notent que « la sécurité est très souvent vécue dans nos sociétés démocratiques comme une atteinte aux libertés individuelles. Il faut donc faire accepter par la population [c]es technologies […]. Plusieurs méthodes devront être développées par les pouvoirs publics et les industriels pour faire accepter la biométrie. Elles devront être accompagnées d’un effort de convivialité par une reconnaissance de la personne et par l’apport de fonctionnalités attrayantes ». Est notamment recommandée l'éducation des enfants dès l'école maternelle afin de favoriser l'acceptation de ces technologies. Le Gixel est récompensé pour ces propos par le prix « Orwell Novlang » lors des Big Brother Awards de 2004.
Pierre Gattaz est président du Groupement des industries de l’interconnexion, des composants et des sous-ensembles électroniques de 1999 à 2003. Il est président fondateur de la Filière des industries électroniques et numériques de 2002 à 2007, avant d’être élu président de la Fédération des industries électriques, électroniques et de communication, organisation professionnelle qui regroupe les industries des nouvelles technologies de l’énergie et du numérique (FIEEC) en 2007.

##### Autres activités syndicales dans le secteur de l'industrie
Pierre Gattaz est nommé, le 17 juin 2009, président du Conseil national qualité et performance (CNQP), organe de réflexion visant à promouvoir l’approche qualité en France.
En juin 2010, il devient président du Groupe des fédérations industrielles (le GFI représente 15 fédérations industrielles, soit 80 % de l’industrie française). Il est également membre du bureau du Conseil national de l'industrie, membre du conseil d'administration du think-tank la Fabrique de l'Industrie et membre du bureau de l'Union des industries et métiers de la métallurgie (UIMM).

#### Activités syndicales au sein du Medef

##### Ascension au sein du Medef
En 2007, Pierre Gattaz intègre le comité exécutif du Mouvement des entreprises de France (Medef).
Le 18 avril 2013, il remporte la primaire interne à l'UIMM afin de désigner un candidat pour la présidence du MEDEF. Parmi ses thèmes de campagnes, figure notamment l'idée de réduire de 5 % par an les Codes du travail et des impôts, ou encore d'envoyer les énarques en stage en tant que directeur général d'une PME. En mai 2013, il reçoit le soutien de la Fédération bancaire française et le 13 juin 2013, Geoffroy Roux de Bézieux et Patrick Bernasconi se rallient, à la surprise générale, à sa candidature. Pierre Gattaz est élu président de l'organisation patronale le 3 juillet 2013 avec plus de 95% des voix.

##### Prises de positions syndicales
Parmi ses premières déclarations, le nouveau président du MEDEF demande une baisse de 100 milliards d'euros d'impôts et de cotisations sociales des entreprises, afin qu'elles ne soient plus « asphyxiées, ligotées et terrorisées ».
En 2013, le Medef, sous l’impulsion de Pierre Gattaz, propose aux entrepreneurs français une ambition commune : créer 1 million d’emplois en 5 ans si les réformes nécessaires sont menées,. En 2014, Pierre Gattaz détaille les réformes qui permettraient d'aboutir à la création par l'économie française de « 1 million d'emplois en 5 ans »,. L'essentiel des exigences fut consenti par le gouvernement de François Hollande (notamment la création du Crédit d'impôt pour la compétitivité et l'emploi et du pacte de responsabilité qui doit initialement faire baisser les prélèvements obligatoires sur les entreprises de 40 milliards d’euros), mais la création d'emploi promise ne vit jamais le jour, fragilisant la crédibilité du président du MEDEF aux yeux d'une partie de l'opinion publique.
L'entreprise de Pierre Gattaz, Radiall, ne créa elle-même aucun emploi, malgré plusieurs millions d'euros d'aide publique du Crédit d'impôt pour la compétitivité et l'emploi (CICE), dont l'essentiel du montant fut reversé aux actionnaires, c'est-à-dire à 87 % la famille Gattaz,. La sénatrice d’Indre-et-Loire, Marie-France Beaufils fit une déclaration publique selon laquelle Radiall avait utilisé le CICE en distribution de dividendes sans créer d’emploi, information reprise par plusieurs médias,. Pierre Gattaz se défendit par un démenti officiel dans lequel il indiquait ne pas avoir pu bénéficier de ce crédit d’impôt, ne payant tout simplement pas d’impôt sur les sociétés en 2014. Début 2016, Pierre Gattaz est le dernier membre du MEDEF à arrêter de porter le pin's « 1 million d'emplois », déjà abandonné de longue date par le reste de ses associés depuis la découverte par la presse en 2014 du fait qu'une partie des éléments qui le composent était produit en République Tchèque,.
En avril 2014, il propose la création d'un « SMIC intermédiaire » pour les « publics éloignés de l’emploi  », c'est-à-dire le maintien d'une rémunération au SMIC pour les jeunes et les chômeurs de longue durée mais coûtant moins cher pour les employeurs qui bénéficieraient d’une aide publique. Jusque là, « l'organisation patronale ne s'était guère montrée favorable à l'idée de contrats aidés. Elle reste au demeurant hostile à ce type de dispositif dans la fonction publique.
En mai 2015, sur son initiative, l'Assemblée générale du MEDEF adopte une mesure statutaire limitant la fonction de président du MEDEF à un mandat de cinq ans non renouvelable (contre auparavant deux mandats, avec le second de trois ans).
En avril 2016, alors qu'un mouvement social obtient du gouvernement un assouplissement du projet de loi El Khomri, il tient une conférence de presse au cours de laquelle il redit qu'une taxation des contrats courts n'est pas possible pour le Medef car cela reviendrait selon lui à créer du chômage ; provocateur, il n'hésite pas à déclarer aux journalistes : « Ce n’est pas un ultimatum ; c’est comme ça, les gars, c’est tout ».
En 2016, à l'approche de la campagne présidentielle, dans une interview accordée aux Échos, Pierre Gattaz nie s'être jamais engagé sur ce million d'emploi, mais affirme qu'il est possible de créer 2 millions d'emploi si le gouvernement se plie à une nouvelle diminution des cotisations sociales (baisse de 90 milliards de prélèvements obligatoires), et supprime l'impôt sur la fortune et la loi sur la pénibilité du travail.
En fin de mandat, Pierre Gattaz se dit dans les colonnes du Figaro « Très fier du travail accompli », et estime avoir « gagné le combat des idées », se réjouissant notamment de la création du CICE et de l'abandon de l'ISF. Cependant, une tribune du journal Le Monde dresse un bilan beaucoup moins glorieux : il n'aurait pas réussi à changer l'image d'un MEDEF « geignard et vindicatif », demandant d'une main toujours moins de dépenses publiques pour les populations mais de l'autre toujours plus d'aides de l’État pour les entreprises, tout en ne contribuant à aucune création d'emploi significative. Par son absence de dialogue social avec les syndicats, il aura poussé « à son paroxysme l’égocentrisme d’un patronat réduit à un rôle de lobby ringard ». Jean-Claude Mailly (ancien secrétaire général de FO) voit en lui « le président du Medef le plus rétrograde et le plus réactionnaire qui soit », et l'ex-président de la République François Hollande relève dans son livre Les Leçons du pouvoir « des comportements similaires au Medef et à la CGT » : « Cette incapacité à reconnaître un progrès même quand il est réel et cette facilité à ne l’imaginer qu’au détriment de l’autre, comme s’il n’y avait pas de gain sans perte, comme si le jeu était forcément à somme nulle ».

#### Prises de positions extra-syndicales et politiques
Pierre Gattaz conserve le caractère politique donné par ses prédécesseurs au syndicalisme du Medef. Il se prononce à plusieurs reprises, notamment lors d'une conférence organisée au ministère de l'Économie, pour la suppression de l'ISF, considérant que cet impôt freine la croissance des entreprises. Selon lui, « à un moment, il faut dire "l'ISF c'est dramatique pour le pays, ça détruit l'emploi, ça détruit la croissance". Il faut le supprimer, point ». Il exprime là le point de vue d’un chef d’entreprise familial[non neutre], dont le capital est souvent éclaté entre les différents membres d’une famille qui s’est élargie au fil des ans. Ceci lui vaut des critiques jusqu'au sein de son propre camp. En effet, l'ISF est un impôt qui frappe seulement le patrimoine des personnes physiques et non celui des entreprises (les lois Dutreil de 2003 ayant exonéré les participations financière dans des entreprises de la déclaration à l'ISF). Christophe de Margerie, dirigeant de Total, entreprise cotée et non familiale, au moment des faits, indique ainsi que l'ISF est avant tout un « problème personnel » pour les dirigeants d'entreprises ; en conséquence, il reproche à Pierre Gattaz de faire de l'ISF « un problème MEDEF [i.e. un problème relevant du syndicalisme patronal] ». Il ajoute: « la priorité des priorités des patrons, [ce n'est pas] de supprimer l'ISF. Non, notre priorité, c'est de contribuer à la richesse de l'économie français ».

### Projets et investissements
En 2015, il parraine la création de l’association « Les Déterminés » par Moussa Camara, association ayant pour vocation de démocratiser l’entrepreneuriat des jeunes de 18 à 35 ans, notamment dans les quartiers dits populaires.
En 2017 il achète le château de Sannes, dans le Lubéron, constituée d'une grande bastide, qu'il a restaurée ainsi que ses jardins et ouverte au public, avec une exploitation agro-viticole (vignes, céréales, oliviers, lavandes), qu'il veut entièrement convertir "en bio". Le vignoble restauré devrait à terme produire 200.000 bouteilles de vin par an. Le domaine abrite également une activité hôtellerie de 15 chambres.
Gattaz compte également y développer une activité culturelle avec la création d’un « centre de réflexion pérenne sur la France qui gagne dans un monde en mutation ».
En février 2019, il lance « Y Croire » un fonds de dotation « destiné à encourager le développement de l’entrepreneuriat dans les zones isolées, urbaines et rurales ».

## Fonctions
- Depuis 1994 : président du directoire de Radiall[54] (CA de 203 millions d’euros, avec en moyenne 2 513 employés sur 2011[55])
- Depuis 2006 : administrateur de la Cegos (formation professionnelle)
- De octobre 2007 à juillet 2013 : président de la FIEEC[56] (29 syndicats, 3 000 entreprises, 98 milliards de CA dont 40 % à l’export, 420 000 emplois) et membre du comité exécutif du MEDEF[57]
- De juin 2010 à juillet 2013 : président du GFI (Groupe des fédérations industrielles. Il compte quinze fédérations industrielles représentant 80 % de l’industrie française)
- De 2011 à juillet 2013 : membre du bureau du CNI (Conseil national de l’industrie), membre fondateur de La Fabrique de l'Industrie (think tank de l’Industrie)
- De 2007 à 2013 : membre du bureau de l’UIMM (Union des industries et métiers de la métallurgie)
- Du 3 juillet 2013 au 5 juillet 2018 : élu à la présidence du Medef (Mouvement des entreprises de France)
- 18 mai 2018 : élu à la présidence de BusinessEurope[58]
- Il est promu au rang d'officier de la légion d'honneur par le gouvernement d'Emmanuel Macron en janvier 2022[59].

## Patrimoine et revenus
Avec 250 millions d'euros, Pierre Gattaz est classé 224e fortune de France en 2014 par le magazine Challenges. Selon ce même classement, sa fortune aurait plus que doublé en un an.
En 2016, la fortune de sa famille est évaluée à 400 millions d'euros, elle est classée à la 166e place en France.
La société Radiall lui a versé une rémunération de 426 092 euros pour l'année 2013 au titre de ses fonctions de président du directoire de ladite société, soit une augmentation de près de 30 % par rapport à l'année précédente. Cette augmentation fait polémique au moment de sa révélation, étant donné que Pierre Gattaz s'était jusque-là prononcé en faveur d'une modération du SMIC.
À côté de son salaire, Pierre Gattaz est surtout le principal actionnaire de Radiall, et sa rente d'actionnaire s'évalue à au moins 1,5 million d'euros pour la seule année 2015.
En août 2017, le Canard enchaîné affirme que Pierre Gattaz envisage de s'acheter un château d'une valeur de 11 millions d'euros.

## Controverses quant à la gestion fiscale de Radiall
En 2016, L'Humanité révèle qu'à travers le mécanisme d’optimisation fiscale dit des « prix de transfert », Pierre Gattaz affecte une partie des marges de Radiall réalisées en France à des filiales à l’étranger, ce qui a permis au groupe de réduire de 25 % à 3 % la part de ses impôts payés en France, permettant sur les 25 millions de bénéfices réalisés en 2015 de ne payer que 202 000 € d'impôts, tout en touchant 876 000 euros de crédit d’impôt compétitivité emploi (CICE), un million de crédit d'impôt recherche, et au moins 623 000 euros d’autres crédits d’impôt, le tout sans aucune contrepartie (l'entreprise n'ayant pas créé un seul emploi cette année-là). Pierre Gattaz fit une réponse détaillée à cet article en publiant un post sur son blog. Il y rappelle que si Radiall avait rapatrié les bénéfices de ses filiales étrangères cela aurait permis au groupe de ne pas payer d'impôt du tout car le report des exercices déficitaires de cette société représente une créance de 20,5 millions d'euros.
Le taux d’imposition moyen de Radiall au niveau mondial a ainsi diminué de 31 % à 24 % entre 2010 et 2013, et la part des impôts sur les bénéfices payée en France est passée de 25 % à 3%.

## Publications
- Rapport de propositions au Gouvernement : « Une stratégie industrielle pour les marchés du futur », FIEEC, juin 2008
- Pierre Gattaz, Le printemps des magiciens : La révolution industrielle, c'est maintenant, Nouveau Monde, coll. « Avenirs », 2009, 191 p. (ISBN 978-2-84736-484-2 et 2-84736-484-6)
- Les sept piliers de la croissance, éditions du Nouveau Monde, 2013
- Français, bougeons-nous !, éditions du Nouveau Monde, 2014
- La France de tous les possibles, Nouveaux débats publics, 2016
- Y Croire !, Débats Publics, 2018
- Enthousiasmez-Vous, Éditions du Rocher, 2023
- Gagnez plus, c'est maintenant !, Fayard, 2025

### Tribunes dans la presse
- « Des marchés extrêmement instables, des rigidités extrêmement contraignantes », Les Échos, no 18505,‎ 9 octobre 2001, p. 48 (lire en ligne)
- « La crise des télécoms, c’est aussi celle de la filière des composants électroniques », Les Échos, no 18778,‎ 8 novembre 2002, p. 41 (lire en ligne)
- « Protéger et renforcer l’électronique française », Les Échos, no 19059,‎ 24 décembre 2003, p. 15 (lire en ligne)
- « Lettre ouverte à une jeunesse qui doit croire en son avenir », Les Échos, no 19713,‎ 21 juillet 2006, p. 13 (lire en ligne)
- « Entre libéralisme et volontarisme industriel », La Tribune,‎ 25 mars 2008, p. 31
- Pierre Gattaz et Laurent Gouzènes, « Le poison de l'euro trop cher », Les Échos, no 20158,‎ 23 avril 2008, p. 15 (lire en ligne)
- « Les grandes entreprises veulent une stratégie pour les industries du futur », Les Échos, no 20201,‎ 25 juin 2008, p. 26 (lire en ligne)
- « Oui à l’emprunt, mais pour des investissements importants », Le Figaro,‎ 1er septembre 2009
- « Indispensable industrie », Les Échos, no 20678,‎ 17 mai 2010, p. 15 (lire en ligne)
- « Croissance : il faut renouer avec le temps des conquérants », Les Échos, no 20795,‎ 29 octobre 2010 (lire en ligne)
- « Réindustrialiser la France : un enjeu collectif », Les Échos, no 21088,‎ 27 décembre 2011, p. 9 (lire en ligne)
- Pierre Gattaz, « Opinion | Le plein-emploi : un objectif social », journal,‎ 24 avril 2022 (lire en ligne)
- Pierre Gattaz, « Tribune | Pierre Gattaz : « Comment redonner du pouvoir d'achat aux Français » », journal,‎ 9 janvier 2019 (lire en ligne)

## Distinctions
- Officier de la Légion d'honneur (2022)[67]
  -  Chevalier de la Légion d'honneur (2007)

- Officier de l'ordre national du Mérite (2016) ; chevalier (2002)